# Danh sách tập phim Lycoris Recoil: Quán cà phê bất ổn
Lycoris Recoil: Quán cà phê bất ổn là một bộ anime truyền hình nguyên tác của xưởng A-1 Pictures. Tác phẩm được công bố vào tháng 12 năm 2021. Adachi Shingo đảm nhận vai trò đạo diễn bộ phim, với câu chuyện gốc của Asaura, thiết kế nhân vật của Imigimuru và âm nhạc do Mutsuki Shūhei sáng tác. Bộ anime lên sóng vào ngày 2 tháng 7 năm 2022 trên Tokyo MX, GYT, GTV và BS11. Sayuri trình bày nhạc hiệu kết thúc "Hana no Tō". Bộ phim được phát sóng ở Đông Nam Á trên Aniplus Asia.
Ngày 22 tháng 6 năm 2022, Crunchyroll đã cấp phép tác phẩm bên ngoài khu vực Châu Á. Trong cùng ngày, phiên bản lồng tiếng Anh và tiếng Tây Ban Nha từ thị trường Mỹ được công bố sẽ ra mắt vào ngày 23 tháng 7.

## Danh sách tập phim
| TT. | Tiêu đề                                                                       | Đạo diễn         | Biên kịch         | Kịch bản                      | Ngày phát hành gốc  |
| --- | ----------------------------------------------------------------------------- | ---------------- | ----------------- | ----------------------------- | ------------------- |
| 1 | "Chậm mà chắc" (tiếng Anh: Easy does it)                                      | Shibata Yūsuke   | Adachi Shingo     | Adachi Shingo                 | 2 tháng 7 năm 2022  |
| Nhật Bản được hưởng một thời kỳ hòa bình chưa từng có, điều này là nhờ vào tổ chức "DA", một tổ chức sử dụng các cô gái trẻ mồ côi cải trang thành học sinh trung học gọi là "Lycoris" để bí mật loại bỏ tội phạm và khủng bố. Lycoris Inoue Takina buộc phải rời khỏi đội của mình do không tuân theo mệnh lệnh và được ra lệnh để hợp tác với Nishikigi Chisato. Cô tham gia một trong những hoạt động bình phong của DA, Café LycoReco, do chủ sở hữu của nó là Mika và cựu đặc vụ DA Mizuki Nakahara điều hành. Trong khi đó, DA bắt đầu điều tra một tin tặc có tên "Walnut", người đã xâm phạm hệ thống của họ, cũng như vũ khí bị mất tích từ một thỏa thuận vũ khí. Chisato đưa Takina đi tham quan khu vực xung quanh LycoReco, thông báo với cô rằng công việc của họ là giúp đỡ những người khác đang gặp khó khăn bằng mọi cách mà họ có thể. Sau đó, họ chấp nhận yêu cầu từ Sanohara Saori để bảo vệ cô ấy khỏi một kẻ theo dõi, và họ nhận ra rằng cô ấy đã vô tình chụp ảnh một thỏa thuận vũ khí đang diễn ra. Takina sử dụng Saori làm mồi nhử để thu hút những kẻ khủng bố đang rình rập cô và chuẩn bị giết họ, nhưng thay vào đó, Chisato đã khuất phục họ một cách nhẹ nhàng. Trong khi đó, một người đàn ông từ Viện Alan, người đã thuê Walnut để theo dõi Chisato và có lẽ đã giết anh ta sau khi đánh bom căn hộ của anh ta. Ngày hôm sau, Takina chính thức trở thành nhân viên phục vụ mới của LycoReco, và người đàn ông từ Viện Alan đến thăm. |                                                                               |                  |                   |                               |                     |
| 2 | "Càng đông càng vui" (tiếng Anh: The more the merrier)                        | Onoue Tomohisa   | Adachi Shingo     | Miura Takahiro                | 9 tháng 7 năm 2022  |
| Walnut được tiết lộ là đã sống sót sau nỗ lực của Viện Alan và phát hiện ra đối tác Robota đã bán đứng mình. Walnut sau đó liên lạc với Mizuki. Trong khi đó, người ta tiết lộ người đàn ông đến từ Viện Alan là ông Yoshi, người thường xuyên đến quán cà phê. Chisato và Takina sau đó được giao nhiệm vụ giải cứu Walnut khỏi một đội sát thủ do Robota thuê và hộ tống anh ta đến nơi an toàn. Họ gặp Walnut, người che giấu danh tính của mình bằng cách mặc một bộ đồ linh vật sóc. Chisato và Takina chiến đấu chống lại những kẻ ám sát, và Chisato đã cố gắng thực hiện sơ cứu những người bị thương, thuyết phục người cầm đầu của họ để họ đi. Tuy nhiên, Walnut bị một nhóm sát thủ khác bắn hạ và giết chết. Robota sau đó báo cáo thành công của mình cho Yoshi. Trong khi đó, khi Chisato và Takina mang xác của Walnut đi, họ bị sốc khi biết rằng người bên trong bộ đồ là Mizuki đang đóng vai Walnut trong bộ đồ chống đạn. Cô và Mika lập một kế hoạch phức tạp để giả rằng Walnut đã chết, và Walnut thật tiết lộ mình là một cô gái trẻ tên là Kurumi. Vì sự an toàn của bản thân, Kurumi quyết định trú ẩn ở LycoReco để đổi lấy việc sử dụng các kỹ năng của mình để hỗ trợ Chisato và Takina trong nhiệm vụ của họ. Sau đó, Chisato yêu cầu Kurumi giúp truy tìm những kẻ buôn bán vũ khí trong bức ảnh của Saori. |                                                                               |                  |                   |                               |                     |
| 3 | "Nhanh nhưng không vội" (tiếng Anh: More haste, less speed)                   | Maruyama Yusuke  | Hazeyama Dai      | Adachi Shingo Maruyama Yusuke | 16 tháng 7 năm 2022 |
| Mặc dù đã làm việc tại LycoReco một thời gian, Takina vẫn giữ sự xa lánh với Chisato và những người quản lý quán cà phê. Khi Chisato phải trở lại DA để kiểm tra sức khỏe, Takina quyết định đi cùng cô để kiến nghị với chỉ huy Kusunoki nhằm khôi phục chức danh cho cô ấy. Tuy nhiên, khi đến DA, Takina bị bắt nạt bởi các Lycoris khác do những tin đồn thất thiệt về việc cô thích bắn vào đồng đội của mình. Ngoài ra, trưởng nhóm trước đây của cô là Fuki Harukawa đã thay thế Takina bằng Sakura Otome và Kusunoki không có ý định để Takina trở lại DA. Điều này khiến Chisato tức giận, vì cô đã phát hiện ra rằng Radiata AI tiên tiến của DA đã bị hack trong khi làm nhiệm vụ, và Kusunoki đã sử dụng Takina như một vật thay thế để che đậy vụ hack. Sau đó, Chisato cố gắng khuyên Takina rằng cô ấy nên thử trải nghiệm cuộc sống bên ngoài DA. Sau đó Chisato và Takina tham gia vào một trận chiến giả định, họ đối đầu với Fuki và Sakura. Sau đó, Chisato và Takina là người chiến thắng nhờ tinh thần đồng đội của họ và khả năng dự đoán tức thời quỹ đạo đường đạn gần như siêu phàm của Chisato. Khi họ quay trở lại LycoReco, Takina mới phát hiện ra sự tôn trọng dành của Chisato dành cho mình và quyết định tham gia một buổi chơi trò chơi với cô ấy và những người quản lý quán cà phê. |                                                                               |                  |                   |                               |                     |
| 4 | "Không bỏ công tìm, còn lâu mới thấy" (tiếng Anh: Nothing seek, nothing find) | Takeuchi Tetsuya | Kanbayashi Yūsuke | Takeuchi Tetsuya              | 23 tháng 7 năm 2022 |
| Chisato quyết định đưa Takina đi mua sắm quần áo, sau đó họ ghé thăm một nhà hàng và thủy cung, vì cô muốn Takina làm quen với cuộc sống bên ngoài công việc của cô ấy. Khi được hỏi bởi Takina, Chisato giải thích rằng cô ấy tự nguyện không giết người và rời khỏi DA để cảm ơn ai đó đã giúp cô ấy 10 năm trước. Sau khi tận hưởng khoảng thời gian bên Chisato, Takina bắt đầu đón nhận cuộc sống bên ngoài DA. Trong khi đó, Mika và Yoshi gặp nhau, và Mika tự hỏi tại sao Yoshi chưa bao giờ thừa nhận anh ấy là người đã giới thiệu Chisato vào AI, nhưng anh ấy nói rằng điều đó đi ngược lại chính sách của họ. Khi Takina và Chisato quay trở lại LycoReco, một tên khủng bố tên là Majima đã nổ súng trên một chuyến tàu điện ngầm, chỉ để bị phục kích bởi một đội Lycoris bên trong. Vào tình thế nguy hiểm, Majima cho nổ các toa tàu để trốn thoát. Robota sau đó liên lạc với anh ta, đề nghị giúp đỡ anh ta trong việc chống lại Lycoris, nhưng Majima từ chối. Sau khi chính phủ che đậy cuộc tấn công của anh ta thành một vụ trật bánh, Majima thất vọng quyết định đánh một mục tiêu thậm chí còn lớn hơn khiến chính phủ không thể che đậy. |                                                                               |                  |                   |                               |                     |
| 5 | "Mọi thứ vẫn ổn" (tiếng Anh: So far, so good)                                 | Seki Akiko       | Shikama Takahiro  | Shikama Takahiro              | 30 tháng 7 năm 2022 |
| Một tháng sau cuộc tấn công khủng bố của Majima, Chisato giới thiệu cho các đồng đội của cô về nhiệm vụ mới của họ, bao gồm việc hộ tống một ông trùm bị bệnh nan y, phải ngồi xe lăn tên là Matsushita đi khắp Nhật Bản. Sau đó, họ đưa ông đi vòng quanh Tokyo, nơi Chisato xác nhận với Takina rằng cô sở hữu một trái tim nhân tạo. Trong khi đó, hai nhà điều tra phát hiện ra bằng chứng về một vụ tấn công khủng bố trong tàu điện ngầm. Kurumi xác định một sát thủ, Jin, theo sau Matsushita, người mà Mika nhớ đã làm việc cùng mình 15 năm trước. Takina cố gắng chặn Jin khi Matsushita tách khỏi Chisato. Matsushita tiết lộ Jin đã giết gia đình anh ta, và nhiệm vụ thực sự của họ là giết anh ta để trả thù. Chisato thành công trong việc bất động Jin sau khi anh ta làm Takina bị thương, nhưng Matsushita xuất hiện và yêu cầu cô giết anh ta. Sau khi cô từ chối làm như vậy, máy móc của Matsushita đột nhiên ngừng hoạt động, giết chết anh ta. Trong cuộc phỏng vấn, Mika giải thích rằng "Matsushita" chỉ đơn thuần là cơ thể của một người nghiện ma túy già được sử dụng như một con rối thông qua máy móc trên chiếc xe lăn của anh ta. Người điều khiển anh ta được tiết lộ là một nhân viên của Viện Alan. Đêm đó, Majima và người của anh ta phục kích và giết một Lycoris, anh ta nói rằng cô ấy sẽ là người đầu tiên trong số nhiều người khác. |                                                                               |                  |                   |                               |                     |
| 6 | "Ngược nhau thì hút nhau" (tiếng Anh: Opposites attract)                      | Sakuma Takashi   | Shikama Takahiro  | Shikama Takahiro              | 6 tháng 8 năm 2022  |
| Sau nhiều lần tấn công các đặc vụ Lycoris, Takina quyết định sống chung với Chisato để đảm bảo an toàn cho họ. Trong khi đó, Majima bất mãn xông vào căn hộ của Robota, cho anh ta thêm 3 ngày nữa để tìm đến trụ sở DA. Anh ta định vị nhà của Chisato bằng máy bay không người lái của mình, và ghi lại cảnh cô ấy ngăn chặn những kẻ tấn công mà anh ta cử đến. Majima đến để giết Robota vì đã thất bại trong nhiệm vụ ban đầu của anh ta, nhưng tha cho anh sau khi xem cảnh quay của Chisato. Tại LycoReco, Kurumi tiết lộ cô là hacker chịu trách nhiệm về việc sa thải Takina, nhưng không chịu trách nhiệm về giao dịch vũ khí. Sau đó, cô cho họ xem cảnh quay của Robota về Chisato. Sau đó, Majima phục kích cô. Majima nhận thấy chiếc vòng cổ của Viện Alan của cô, thu hút sự quan tâm của anh. Takina đến và giải cứu Chisato, và khi họ trốn thoát, Kurumi đâm máy bay không người lái của cô vào một RPG - mang theo tay sai, khiến anh ta bắn trúng Majima. Trở lại LycoReco, Takina không đổ lỗi cho Kurumi về những gì đã xảy ra, nhận trách nhiệm về hành động của mình. Kurumi đảm bảo lòng trung thành của mình, khi cô tiết lộ rằng giờ đây họ đã biết tên của Majima. Trong khi đó, Majima gặp lại Roboto và ra lệnh cho anh ta khai thác thêm thông tin về Chisato. |                                                                               |                  |                   |                               |                     |
| 7 | "Thời gian sẽ trả lời" (tiếng Anh: Time will tell)                            | Shibata Yūsuke   | Hazeyama Dai      | Shibata Yūsuke                | 13 tháng 8 năm 2022 |
| Khi đang lo nhiệm vụ của mình tại LycoReco, Chisato tình cờ phát hiện ra một tin nhắn nặc danh được gửi đến điện thoại của Mika, yêu cầu được gặp mặt để thảo luận về tương lai của Chisato. Lo sợ rằng Kusunoki có kế hoạch đóng cửa LycoReco, Chisato thuyết phục Takina, Mizuki và Kurumi giúp cô theo dõi cuộc trò chuyện. Trong khi đó, Robota cung cấp thêm thông tin về Chisato cho Majima, giải thích rằng cô ấy dường như có liên quan đến sự cố làm sập tháp Tokyo cũ. Điều này khiến Majima ngạc nhiên, vì anh ta chịu trách nhiệm phá hủy tòa tháp cũ và giờ nhớ lại chính Chisato đã đánh bại anh ta lần đó. Sau đó, Majima tấn công một đồn cảnh sát và cài đặt một ổ đĩa flash đặc biệt vào máy tính của cảnh sát trưởng, cho phép Robota hack cơ sở dữ liệu của DA. Fuki và Sakura ghé qua LycoReco để chiếu cảnh giám sát vụ tấn công, sau đó Chisato đã có thể xác định được Majima cho họ. Sau, Chisato và những người khác theo đuôi Mika đến một quán bar "vip", nơi họ phát hiện ra Mika đang gặp Yoshi. Nhận ra cuộc gặp là một buổi hẹn hò vì Mika là người đồng tính, Chisato quyết định rời đi nhưng tình cờ nghe được Yoshi nói về ca phẫu thuật tim của cô. Cô ấy phá vỡ vỏ bọc của mình và cảm ơn Yoshi, nhưng anh ấy phủ nhận sự liên quan của mình trước khi rời đi. Mika đe dọa Yoshi và yêu cầu phải để Chisato yên, nhưng ông không thể ngăn cản được. Sau đó ông xin lỗi Chisato vì đã che giấu sự thật với cô ấy. Ngày hôm sau, Chisato trở lại LycoReco như bình thường, điều này giúp cho Mika và Takina cảm thấy nhẹ nhõm hơn rất nhiều. |                                                                               |                  |                   |                               |                     |
| 8 | "Một ngày nữa, một đồng nữa" (tiếng Anh: Another day, another dollar)         | Ifuku Kakushi    | Yūsuke Kanbayashi | Aizawa Kagetsu                | 20 tháng 8 năm 2022 |
| Yoshi giải thích với Himegawa, thư ký của anh ta, rằng Intitute quyết định tương lai của những người có khả năng đặc biệt. Sau đó anh ta yêu cầu cô "chăm sóc" Chisato. Do LycoReco đang phải gánh chịu các khoản lỗ về tiền tệ, nên Takina quyết định sẽ tiếp quản tài chính. Cô tạo ra một món mới trong thực đơn, khuyến khích sử dụng ít tài nguyên hơn trong các nhiệm vụ và tham gia các hoạt động từ thiện cùng Chisato. Tuy nhiên, do sự thành công của quán cà phê, Chisato không thể kiểm tra sức khỏe. Cuối cùng cô cũng có thể làm điều này, nhưng bị Majima dồn vào nhà cô. Anh kể lại cuộc tấn công của mình vào tháp radio cũ và cách Chisato ngăn anh lại, tiết lộ rằng anh có thính giác siêu phàm. Chisato bị sốc cho biết tổ chức Alan hỗ trợ mọi người vì những mục đích tốt, nhưng Majima tiết lộ họ chỉ hỗ trợ những người có khả năng được sử dụng để giết người. Khi anh rời đi, anh bị Takina bắt gặp, nhưng sau đó anh đã trốn thoát. Quay lại quán cà phê, Takina và Chisato suy nghĩ về những gì đã xảy ra kể từ khi Takina đến. Cô tặng Chisato một chiếc móc khóa hình con chó, và cô biết rằng Chisato ngại đi kiểm tra sức khỏe là do cô ấy sợ kim tiêm. Ngày hôm sau, Chisato đi kiểm tra sức khỏe của mình, nhưng thay vào đó, Himegawa lại khiến cô hôn mê, và chuẩn bị tháo tim nhân tạo của cô, ngay khi đó Takina lo lắng chạy đến cứu cô. |                                                                               |                  |                   |                               |                     |
| 9 | "Chuyện qua thì đã qua rồi" (tiếng Anh: What's done is done)                  | Maruyama Yūsuke  | Kanbayashi Yūsuke | Ōtsuki Atsushi                | 27 tháng 8 năm 2022 |
| Takina đến phòng khám nhưng đã quá muộn để ngăn Himegawa kích điện vào trái tim của Chisato và trốn thoát. Phân tích trái tim của Chisato cho thấy rằng nó không thể sạc lại được nữa, và DA không có công nghệ để sửa chữa hoặc thay thế nó, điều này khiến Chisato chỉ còn sống được hai tháng nữa. Tuy nhiên, Chisato dường như không bận tâm về điều này và tiếp tục sống cuộc sống của mình như bình thường. Kusunoki sau đó nói rằng anh sẽ mở một chiến dịch tấn công Majina trên diện rộng trong thời gian tới, và yêu cầu Chisato trở về đội để hoàn thành nhiệm vụ trước khi kết thúc cuộc đời, trong khi Chisato nói rằng cô có những nhiệm vụ khác, nhưng nếu Takina trở lại DA, cô sẽ cân nhắc trở lại đội. Kurumi yêu cầu Mika kể cho cô ấy tất cả những gì ông ấy biết về Yoshi để cô có thể theo dõi, vì vậy Mika tiết lộ rằng mười năm trước, Chisato có năng khiếu bẩm sinh là một Lycoris, nhưng bị bệnh tim bẩm sinh khiến cô chỉ có thể sống tiếp được sáu tháng. Mika tìm đến Yoshi để được giúp đỡ, do đó Yoshi đã sắp xếp để Chisato nhận được trái tim nhân tạo với điều kiện Mika phải nuôi dưỡng Chisato như con gái ruột của họ và đảm bảo rằng cô sẽ sử dụng hết tài năng của mình để giết người. Tuy nhiên, ngay cả với trái tim nhân tạo, Chisato được cho là sẽ không sống qua tuổi mười tám. Takina và Mizuki tình cờ nghe được câu chuyện, và mọi người đều đồng ý rằng cách tốt nhất để theo dõi Yoshi là bắt giữ Majima. Trong khi đó, Majima biết được sự tồn tại của Yoshi và đưa ra một kế hoạch mới. Takina quyết định quay trở lại DA, và lên kế hoạch để nghỉ ngơi một ngày cuối cùng với Chisato. Sau một ngày thư giãn, Chisato cảm ơn Takina và tặng quà cho cô ấy trước khi họ chia tay nhau. Trong khi đó, Yoshi và Himegawa bị Majima và người của anh ta phục kích, bắt giữ, và cố gắng hỏi về chuyện của Chisato. |                                                                               |                  |                   |                               |                     |
| 10 | "Nợ máu trả bằng máu" (tiếng Anh: Repay evil with evil)                       | Onoue Tomohisa   | Hazeyama Dai      | Adachi Shingo Itō Tomohiko    | 3 tháng 9 năm 2022  |
| Sau khi chấp nhận một số điều kiện được đưa ra, Chisato quyết định đóng cửa LycoReco. Không còn gì khác để giữ họ ở lại Nhật Bản, Mizuki và Kurumi đều quyết định rời đi nước ngoài. Tại DA, Kusunoki tóm tắt với các Lycoris rằng Majima có kế hoạch tấn công Tháp Enkuboku mới xây dựng và đang ẩn náu trong một con tàu chở hàng đã cập cảng. Takina thẩm vấn một trong những người bị bắt của Majima và anh ta xác nhận rằng Viện Alan có liên quan đến Majima. Trong khi đó, Majima đã bắt Yoshi làm con tin và tỏ ra chán ghét cách Viện Alan tiến hành công việc kinh doanh của mình, quyết định nhắm mục tiêu vào họ sau khi anh ta kết thúc mục tiêu cũ là DA. Đêm đó, Lycoris đột kích con tàu, nhưng Majima đã đi trước một bước và đã chuyển địa điểm, khoe khoang với Kusunoki rằng anh ta có kế hoạch vạch trần hòa bình giả tạo của Nhật Bản. Ngày hôm sau, Lycoris đứng bảo vệ các giá đỡ cấu trúc của Enkuboku, nhưng Majima đã vượt qua họ. Sau đó, Majina sử dụng ăng-ten phát sóng của tháp để gửi thông báo đến toàn đất nước Nhật Bản rằng anh ta đã giấu một nghìn khẩu súng trên khắp Tokyo để mọi người nhìn thấy. Thấy đây là một âm mưu buộc DA phải lộ diện, cấp trên của DA ra lệnh cho Kusunoki điều động Chisato. Trong khi đó, tại LycoReco, Mika nói với Chisato sự thật về Yoshi và xin lỗi vì đã giấu cô ấy, nhưng cô không đổ lỗi cho ai trong số họ, cô cảm ơn vì thời gian họ đã trao cho cô. Kusunoki sau đó gọi điện để yêu cầu Chisato thực hiện công việc, cùng lúc Chisato nhận được cuộc gọi từ Robota cho cô biết nơi Yoshi đang bị giam giữ, với lời đe dọa rằng anh ta sẽ bị giết nếu Chisato tiếp cận Enkuboku. Tin tưởng rằng Takina và Fuki có thể xử lý Majima, Chisato và Mika chuẩn bị đi giải cứu Yoshi. |                                                                               |                  |                   |                               |                     |
| 11 | "Vỏ quýt dày có móng tay nhọn" (tiếng Anh: Diamond cut diamond)               | Seki Akiko       | Kanbayashi Yūsuke | Iwahata Gōichi                | 10 tháng 9 năm 2022 |
| Khi Lycoris chuẩn bị tấn công phòng điều khiển Enkuboku, Takina nhận ra rằng Chisato đã mất tích, nhưng không có đủ thông tin để hành động. Trong khi đó, Kurumi tiếp tục điều tra Yoshi, lần theo dấu vết của anh ta thông qua người đã phát triển trái tim nhân tạo của Chisato và biết rằng một phiên bản cải tiến đã được phát triển cho cô. Kurumi gặp lại Mizuki và "hack" vào điện thoại của Chisato, biết được Yoshi đang bị giam giữ tại đống đổ nát của tháp radio cũ. Nhận ra Chisato đang mắc bẫy, Takina từ bỏ cuộc chiến để đến tháp radio cũ. Lycoris tiếp tục cuộc tấn công của họ, nhưng cuối cùng nó là một cái bẫy khi mà Robota hack Radiata và phát sóng trực tiếp trận giao tranh tới toàn đất nước Nhật Bản, phơi bày sự tồn tại của DA. Tại tháp radio cũ, Chisato chiến đấu vượt qua người của Majima và tìm thấy Yoshi, người có thể đã trốn thoát. Tuy nhiên, Majima nhốt Chisato trong một căn phòng kín không có ánh sáng, vô hiệu hóa khả năng tiên đoán đường đạn của cô trong khi cho phép anh ta khai thác khả năng nghe của mình. Trong khi Majima ban đầu chiếm thế thượng phong, Takina chọc thủng một lỗ xuyên tường, cho phép ánh sáng lọt vào phòng và đặt Chisato trở lại ngang hàng với Majima khi họ chuẩn bị tiếp tục trận chiến. Ghi chú: Hình ảnh minh họa cho tập phim đã được thay thế vào ngày 30 tháng 9 năm 2022. Điều này nhằm tránh khán giả bắt chước việc tiêu thụ Lycoris do hoa có độc. |                                                                               |                  |                   |                               |                     |
| 12 | "Bẩm sinh hay nuôi dưỡng" (tiếng Anh: Nature versus nurture)                  | Shibata Yūsuke   | Kanbayashi Yūsuke | Aizawa Kagetsu                | 17 tháng 9 năm 2022 |
| Sau khi Chisato bịt miệng Majima bằng súng của mình, cô và Takina có thể kiềm chế anh ta. Sau đó Chisato tìm thấy Yoshi, người tiết lộ rằng anh ta đã cấy trái tim nhân tạo mới vào người mình, nghĩa là cô phải giết anh ta để lấy nó. Tuy nhiên, Chisato từ chối và ngăn Takina tức giận giết anh ta và Himegawa. Takina khó chịu hỏi tại sao cô không thể giết Yoshi, vì vậy Chisato giải thích rằng mặc dù cô ấy có thể kéo dài sự sống của mình, nhưng cô sẽ không như vậy sau đó. Mizuki và Kurumi đón họ và thông báo cho họ rằng các đặc vụ LilyBell đã được triển khai để xử lý Lycoris tại Enkuboku vì đã bị lộ. Chisato và Takina giúp đội Fuki chiếm lấy phòng điều khiển, và Chisato cắm một USB ghi đè mà Kurumi đưa cho cô. Với nó, Kurumi đã sử dụng mật danh Walnut của mình và tấn công Robota, khiến anh ta bị bắt và kích hoạt lại Radiata, phát đi một thông điệp giải thích cuộc đấu súng tại Enkuboku là một pha nguy hiểm công khai. Với két an toàn bí mật của DA, chính phủ đã loại bỏ LilyBell. Khi Takina và những Lycoris khác chuẩn bị rời khỏi Enkuboku, Majima bất ngờ đến, giải thoát khỏi những kẻ bị bắt giữ. Khi Lycoris di chuyển sang tầng khác, Chisato và Majima đối đầu với nhau một lần nữa. |                                                                               |                  |                   |                               |                     |
| 13 | "Sự dội lại của hoa bỉ ngạn" (tiếng Anh: Recoil of Lycoris)                   | Maruyama Yūsuke  | Kanbayashi Yūsuke | Adachi Shingo                 | 24 tháng 9 năm 2022 |
| Majima tắt nguồn điện của Enkobou để ngăn không cho bất kỳ ai can thiệp vào cuộc đấu tay đôi của anh với Chisato, và tiết lộ rằng anh đang giữ ngòi nổ cho một quả bom sẽ phá hủy tòa tháp sau một giờ. Trong khi đó, vì thang máy chỉ có thể chạy bằng nguồn điện phụ, Takina quyết định sẽ lên phía trên tòa tháp để giúp Chisato trong khi Fuki đưa Sakura bị thương đi chữa trị. Chisato và Majima tỏ ra xứng đôi vừa lứa cho đến khi trái tim của Chisato bắt đầu trục trặc. Muốn có một trận chiến công bằng, Majima kêu gọi một hiệp định đình chiến tạm thời và cả hai thảo luận ngắn gọn về động cơ của họ. Majima tự coi mình là người gỡ hòa, người phải phá bỏ DA và những lời nói dối của nó, trong khi Chisato chỉ đơn giản là muốn sự giúp đỡ của những người gần gũi với cô ấy. Không thể dung hòa sự khác biệt của họ, họ tiếp tục cuộc chiến của mình. Trở lại tháp radio cũ, Mika đối mặt với Yoshimatsu và Himegawa và dễ dàng đánh bại Himegawa trong trận chiến, tiết lộ rằng anh ta đã giả bị thương ở chân trong suốt thời gian qua. Sau đó anh miễn cưỡng giết Yoshimatsu để lấy trái tim mới. Trong Enkuboku, Majima cố gắng làm Chisato bị thương do cô tập trung vào việc cố gắng lấy kíp nổ. Takina sau đó can thiệp, giúp Chisato có cơ hội ném Majima ra khỏi tháp và dẫn đến cái chết của anh ta trong khi Takina trong gang tấc có thể ngăn Chisato tự ngã. Một thời gian sau sự cố Enkuboku, xã hội đã chấp nhận phần lớn câu chuyện trang bìa của Radiata và cuộc sống đã trở lại bình thường. DA tiếp tục truy tìm những khẩu súng mà Majima đã giấu khắp thành phố và bản thân Majima được tiết lộ là vẫn còn sống. Takina sau đó lần theo dấu vết của Chisato, người đã chạy khỏi bệnh viện vì nghĩ rằng cô ấy sẽ chết. Takina giải thích rằng Mika đã phục hồi trái tim mới được cấy vào Chisato, kéo dài tuổi thọ của cô. Tuy nhiên, Mika đã giữ bí mật về việc anh đã giết Yoshimatsu để lấy trái tim, khiến Chisato tin rằng Yoshimatsu đã nói dối về việc cấy ghép trái tim vào bên trong mình. Khi Takina hỏi Chisato rằng cô muốn làm gì bây giờ, cô ấy quyết định đi du lịch đến Hawaii. Trong một cảnh hậu danh đề, Chisato, Takina, và những nhân viên còn lại của LycoReco đi đến Hawaii trên một chiếc xe tải quán cà phê di động, nơi Chisato tiếp tục cung cấp dịch vụ của mình để giúp đỡ những người khác. |                                                                               |                  |                   |                               |                     |

## Tại gia
| S.T.T | Ngày phát hành       | Số tập được ghi lại | Mã sản phẩm tiêu chuẩn | Mã sản phẩm tiêu chuẩn | T.k   |
| S.T.T | Ngày phát hành       | Số tập được ghi lại | Blu-ray                | DVD                    | T.k   |
| ----- | -------------------- | ------------------- | ---------------------- | ---------------------- | ----- |
| 1     | 21 tháng 9 năm 2022  | Tập 1 - 3           | ANZX-15301/2           | ANZB-15301/2           | [ 5 ] |
| 2     | 26 tháng 10 năm 2022 | Tập 4 - 5           | ANZX-15303/4           | ANZB-15303/4           | [ 5 ] |
| 3     | 23 tháng 11 năm 2022 | Tập 6 - 7           | ANZX-15305/6           | ANZB-15305/6           | [ 5 ] |
| 4     | 21 tháng 12 năm 2022 | Tập 8 - 9           | ANZX-15307/8           | ANZB-15307/8           | [ 5 ] |
| 5     | 25 tháng 1 năm 2023  | Tập 10 - 11         | ANZX-15309/10          | ANZB-15309/10          | [ 5 ] |
| 6     | 22 tháng 2 năm 2023  | Tập 12 - 13         | ANZX-15311/2           | ANZB-15311/2           | [ 5 ] |